# Alemania en la Copa Mundial de Fútbol de 1998
La selección de Alemania fue uno de los 32 equipos participantes de la Copa Mundial de Fútbol de 1998, torneo que se llevó a cabo del 10 de junio al 12 de julio en Francia.
Alemania obtuvo la clasificación luego de ganar de forma invicta el grupo 9 por la fase eliminatoria de UEFA.
En la primera fase, fue instalada en el grupo F, en el primer partido se impuso 2:0 a los Estados Unidos, en el segundo empató 2:2 con Yugoslavia. En el último encuentro venció 2:0 a Irán, así se clasificó a la segunda fase como primera del grupo.
En los octavos de final, se impuso 2:1 ante México tras remontar la serie.
En cuartos de final, cayeron 0:3 ante la sorpresiva Croacia de Davor Šuker.

## Clasificación

### Grupo 9
| Equipo            | Pts | PJ | PG | PE | PP | GF | GC | Dif |
| ----------------- | --- | -- | -- | -- | -- | -- | -- | --- |
| Alemania          | 22  | 10 | 6  | 4  | 0  | 23 | 9  | 14  |
| Ucrania           | 20  | 10 | 6  | 2  | 2  | 10 | 6  | 4   |
| Portugal          | 19  | 10 | 5  | 4  | 1  | 12 | 4  | 8   |
| Armenia           | 8   | 10 | 1  | 5  | 4  | 8  | 17 | -9  |
| Irlanda del Norte | 7   | 10 | 1  | 4  | 5  | 6  | 10 | -4  |
| Albania           | 4   | 10 | 1  | 1  | 8  | 7  | 20 | -13 |

| Fecha                    | Lugar            |                   |                              | Resultado |                              |                   |
| ------------------------ | ---------------- | ----------------- | ---------------------------- | --------- | ---------------------------- | ----------------- |
| 9 de octubre de 1996     | Ereván           | Armenia           | Bandera de Armenia           | 1:5 (0:3) | Bandera de Alemania          | Alemania          |
| 9 de noviembre de 1996   | Núremberg        | Alemania          | Bandera de Alemania          | 1:1 (1:1) | Bandera de Irlanda del Norte | Irlanda del Norte |
| 14 de diciembre de 1996  | Lisboa           | Portugal          | Bandera de Portugal          | 0:0       | Bandera de Alemania          | Alemania          |
| 2 de abril de 1997       | Granada (España) | Albania           | Bandera de Albania           | 2:3 (0:0) | Bandera de Alemania          | Alemania          |
| 30 de abril de 1997      | Bremen           | Alemania          | Bandera de Alemania          | 2:0 (0:0) | Bandera de Ucrania           | Ucrania           |
| 7 de junio de 1997       | Kiev             | Ucrania           | Bandera de Ucrania           | 0:0       | Bandera de Alemania          | Alemania          |
| 20 de agosto de 1997     | Belfast          | Irlanda del Norte | Bandera de Irlanda del Norte | 1:3 (0:0) | Bandera de Alemania          | Alemania          |
| 6 de septiembre de 1997  | Berlín           | Alemania          | Bandera de Alemania          | 1:1 (0:0) | Bandera de Portugal          | Portugal          |
| 10 de septiembre de 1997 | Dortmund         | Alemania          | Bandera de Alemania          | 4:0 (0:0) | Bandera de Armenia           | Armenia           |
| 11 de octubre de 1997    | Hanóver          | Alemania          | Bandera de Alemania          | 4:3 (0:0) | Bandera de Albania           | Albania           |

## Jugadores
| #  | Nombre           | Posición      | Club               |
| -- | ---------------- | ------------- | ------------------ |
| 1  | Andreas Köpke    | Portero       | Olympique Marsella |
| 2  | Christian Wörns  | Defensa       | Bayern de Múnich   |
| 3  | Jörg Heinrich    | Mediocampista | Borussia Dortmund  |
| 4  | Jürgen Kohler    | Defensa       | Borussia Dortmund  |
| 5  | Thomas Helmer    | Defensa       | Bayern de Múnich   |
| 6  | Olaf Thon        | Defensa       | FC Schalke 04      |
| 7  | Andreas Möller   | Mediocampista | Borussia Dortmund  |
| 8  | Lothar Matthäus  | Defensa       | Bayern de Múnich   |
| 9  | Ulf Kirsten      | Delantero     | Bayer Leverkusen   |
| 10 | Thomas Häßler    | Mediocampista | Karlsruher SC      |
| 11 | Olaf Marschall   | Delantero     | FC Kaiserslautern  |
| 12 | Oliver Kahn      | Portero       | Bayern de Múnich   |
| 13 | Jens Jeremies    | Mediocampista | 1860 Munich        |
| 14 | Markus Babbel    | Defensa       | Bayern de Múnich   |
| 15 | Steffen Freund   | Mediocampista | Borussia Dortmund  |
| 16 | Dietmar Hamann   | Mediocampista | Bayern de Múnich   |
| 17 | Christian Ziege  | Mediocampista | A.C. Milan         |
| 18 | Jürgen Klinsmann | Delantero     | Tottenham Hotspur  |
| 19 | Stefan Reuter    | Defensa       | Borussia Dortmund  |
| 20 | Oliver Bierhoff  | Delantero     | Udinese            |
| 21 | Michael Tarnat   | Mediocampista | Bayern de Múnich   |
| 22 | Jens Lehmann     | Portero       | FC Schalke 04      |
| DT | Berti Vogts      |               |                    |

## Participación

### Grupo F
| Equipo         | Pts | PJ | PG | PE | PP | GF | GC | Dif |
| -------------- | --- | -- | -- | -- | -- | -- | -- | --- |
| Alemania       | 7   | 3  | 2  | 1  | 0  | 6  | 2  | 4   |
| Yugoslavia     | 7   | 3  | 2  | 1  | 0  | 4  | 2  | 2   |
| Irán           | 3   | 3  | 1  | 0  | 2  | 2  | 4  | -2  |
| Estados Unidos | 0   | 3  | 0  | 0  | 3  | 1  | 5  | -4  |

| 15 de junio de 1998, 21:00 | Alemania                   | 2:0 (1:0) | Estados Unidos | Parque de los Príncipes, París                           |                                                          |
|                            | Möller 10' · Klinsmann 67' | Reporte   |                | Asistencia: 45 500 espectadores Árbitro(s): Said Belqola | Asistencia: 45 500 espectadores Árbitro(s): Said Belqola |

| 21 de junio de 1998, 14:30 | Alemania                             | 2:2 (0:1) | RF Yugoslavia                 | Stade Félix Bollaert, Lens                                     |                                                                |
|                            | Mihajlović 72' (a.g.) · Bierhoff 78' | Reporte   | Mijatović 13' · Stojković 52' | Asistencia: 38 100 espectadores Árbitro(s): Kim Milton Nielsen | Asistencia: 38 100 espectadores Árbitro(s): Kim Milton Nielsen |

| 25 de junio de 1998, 21:00 | Alemania                     | 2:0 (0:0) | Irán | Stade de la Mosson, Montpellier                               |                                                               |
|                            | Bierhoff 50' · Klinsmann 57' | Reporte   |      | Asistencia: 29 800 espectadores Árbitro(s): Epifanio González | Asistencia: 29 800 espectadores Árbitro(s): Epifanio González |

### Octavos de final
| 29 de junio de 1998, 16:30 | Alemania                     | 2:1 (0:0) | México        | Stade de la Mosson, Montpellier                                |                                                                |
|                            | Klinsmann 74' · Bierhoff 86' | Reporte   | Hernández 47' | Asistencia: 29 800 espectadores Árbitro(s): Vítor Melo Pereira | Asistencia: 29 800 espectadores Árbitro(s): Vítor Melo Pereira |

### Cuartos de final
| 4 de julio de 1998, 21:00 | Alemania | 0:3 (0:1) | Croacia                               | Stade Gerland, Lyon                                       |                                                           |
|                           |          | Reporte   | Jarni 45+3' · Vlaović 80' · Šuker 85' | Asistencia: 39 100 espectadores Árbitro(s): Rune Pedersen | Asistencia: 39 100 espectadores Árbitro(s): Rune Pedersen |

## Estadísticas

### Generales
| Equipo | Equipo    | Pts | PJ | PG | PE | PP | GF | GC | Dif | Rend  |
| ------ | --------- | --- | -- | -- | -- | -- | -- | -- | --- | ----- |
| 6      | Argentina | 10  | 5  | 3  | 1  | 1  | 10 | 4  | 6   | 66,7% |
| 7      | Alemania  | 10  | 5  | 3  | 1  | 1  | 8  | 6  | 2   | 66,7% |
| 8      | Dinamarca | 7   | 5  | 2  | 1  | 2  | 9  | 7  | 2   | 46,7% |

### Participación de jugadores
| #  | Nombre           | Posición      | PJ | Min |   | Asist | Tiros  | Faltas |   |   |
| -- | ---------------- | ------------- | -- | --- | - | ----- | ------ | ------ | - | - |
| 2  | Christian Wörns  | Defensa       | 5  | 400 | 0 | 0     | 1      | 8-3    | 0 | 1 |
| 3  | Jörg Heinrich    | Defensa       | 5  | 418 | 0 | 0     | 1      | 6-5    | 2 | 0 |
| 4  | Jürgen Kohler    | Defensa       | 4  | 360 | 0 | 0     | 0      | 2-2    | 0 | 0 |
| 5  | Thomas Helmer    | Defensa       | 2  | 128 | 0 | 0     | 0      | 3-0    | 0 | 0 |
| 6  | Olaf Thon        | Defensa       | 3  | 225 | 0 | 0     | 2      | 1-1    | 0 | 0 |
| 7  | Andreas Möller   | Mediocampista | 3  | 178 | 1 | 0     | 3      | 1-2    | 0 | 0 |
| 8  | Lothar Matthäus  | Mediocampista | 4  | 315 | 0 | 1     | 4      | 5-4    | 2 | 0 |
| 9  | Ulf Kirsten      | Delantero     | 3  | 93  | 0 | 1     | 4      | 0-2    | 0 | 0 |
| 10 | Thomas Häßler    | Mediocampista | 4  | 262 | 0 | 1     | 2      | 3-4    | 0 | 0 |
| 11 | Olaf Marschall   | Delantero     | 1  | 11  | 0 | 0     | 0      | 0-0    | 0 | 0 |
| 13 | Jens Jeremies    | Mediocampista | 3  | 270 | 0 | 0     | 0      | 3-3    | 1 | 0 |
| 14 | Markus Babbel    | Defensa       | 2  | 91  | 0 | 0     | 0      | 2-3    | 1 | 0 |
| 15 | Steffen Freund   | Mediocampista | 0  | 0   | 0 | 0     | 0      | 0-0    | 0 | 0 |
| 16 | Didi Hamann      | Mediocampista | 5  | 299 | 0 | 0     | 1      | 11-4   | 2 | 0 |
| 17 | Christian Ziege  | Mediocampista | 4  | 138 | 0 | 0     | 1      | 4-0    | 0 | 0 |
| 18 | Jürgen Klinsmann | Delantero     | 5  | 450 | 3 | 1     | 15     | 3-6    | 0 | 0 |
| 19 | Stefen Reuter    | Defensa       | 1  | 70  | 0 | 0     | 1      | 1-1    | 0 | 0 |
| 20 | Oliver Bierhoff  | Delantero     | 5  | 450 | 3 | 1     | 12     | 2-5    | 0 | 0 |
| 21 | Michael Tarnat   | Mediocampista | 4  | 278 | 0 | 0     | 4      | 3-1    | 1 | 0 |
| #  | Nombre           | Posición      | PJ | Min |   | Prom. | Atajos | Faltas |   |   |
| 1  | Andreas Köpke    | Portero       | 5  | 450 | 6 | 0,21  | 19     | 0-0    | 0 | 0 |
| 12 | Oliver Kahn      | Portero       | 0  | 0   | 0 | 0     | 0      | 0-0    | 0 | 0 |
| 22 | Jens Lehmann     | Portero       | 0  | 0   | 0 | 0     | 0      | 0-0    | 0 | 0 |